# 2013-as angol labdarúgó-ligakupa-döntő
A 2012-13-as Capital One Cup döntőjét 2013. február 24-én tartották a londoni Wembley Stadionban. A mérkőzést a negyedosztályú angol Bradford City és  a walesi Swansea City játszotta.

## A mérkőzés
| 2013. február 24. 17:00 (CET) |

| Bradford City | 0–5               | Swansea City                                          |
| ------------- | ----------------- | ----------------------------------------------------- |
|               | (0–2) Jegyzőkönyv | 16' 48' Dyer 40' Michu 59' (11-esből) 90+1' de Guzmán |

| Wembley Stadion, London (Anglia) Nézőszám: 82597 Játékvezető: Kevin Friend |

| Bradford City | Swansea City |

| GK             | 12 | Matt Duke       |  | 56′ |
| RB             | 2  | Stephen Darby   |  |     |
| CB             | 23 | Rory McArdle    |  |     |
| CB             | 16 | Carl McHugh     |  |     |
| LB             | 27 | Curtis Good     |  | 46' |
| RM             | 11 | Garry Thompson  |  | 74' |
| CM             | 18 | Gary Jones (c)  |  |     |
| CM             | 24 | Nathan Doyle    |  |     |
| LM             | 14 | Will Atkinson   |  |     |
| CF             | 9  | James Hanson    |  |     |
| CF             | 21 | Nahki Wells     |  | 58' |
| Cserék:        |    |                 |  |     |
| GK             | 1  | Jon McLaughlin  |  | 58' |
| DF             | 5  | Andrew Davies   |  | 46' |
| MF             | 4  | Ricky Ravenhill |  |     |
| MF             | 7  | Kyel Reid       |  |     |
| MF             | 26 | Blair Turgott   |  |     |
| FW             | 17 | Alan Connell    |  |     |
| FW             | 20 | Zavon Hines     |  | 74' |
| Edző:          |    |                 |  |     |
| Phil Parkinson |    |                 |  |     |

| GK              | 25 | Gerhard Tremmel     |         |
| RB              | 22 | Àngel Rangel        |         |
| CB              | 24 | Ki Sung-Yueng       | 38' 63' |
| CB              | 6  | Ashley Williams (c) |         |
| LB              | 33 | Ben Davies          | 84'     |
| DM              | 7  | Leon Britton        |         |
| DM              | 20 | Jonathan de Guzmán  |         |
| RW              | 12 | Nathan Dyer         | 78'     |
| AM              | 11 | Pablo Hernández     |         |
| LW              | 15 | Wayne Routledge     |         |
| CF              | 9  | Michu               |         |
| Cserék:         |    |                     |         |
| GK              | 1  | Michel Vorm         |         |
| DF              | 16 | Garry Monk          | 63'     |
| DF              | 21 | Dwight Tiendalli    | 84'     |
| MF              | 14 | Roland Lamah        | 78'     |
| MF              | 26 | Kemy Agustien       |         |
| FW              | 17 | Itay Shechter       |         |
| FW              | 19 | Luke Moore          |         |
| Edző:           |    |                     |         |
| Michael Laudrup |    |                     |         |

| JÁTÉKVEZETŐK - Játékvezető-asszisztensek: - Stuart Burt - Scott Ledger - Negyedik játékvezető: Michael Oliver MÉRKŐZÉS JÁTÉKOSA - Nathan Dyer (Swansea City) | SZABÁLYOK - 90 perces játékidő. - 30 perc hosszabbítás, ha szükséges. - Büntetőpárbaj, ha az állás döntetlen. - Hét nevezett cserejátékos. - Legfeljebb három cserelehetőség. |